# Албгау
Албгау (на немски: Albgau, Alpgau, Alpagauia, Alpegauia, Alpagowe, Alpegowe, Alpegewe, Alpegoue, Alpengovve, Alpigouve, Alpigauge; на латински: Pagus Alpagauia) е частично гауграфство от 8 до 12 век в Южен Шварцвалд в херцогство Швабия в Баден-Вюртемберг.
Наречено е на малкара рекичка Алб, която го разделя от Брайзгау.
Територията на Албгау е отделена преди 781 г. от Клетгау. Резиденция или „mallus publicus“ на гауто е дворец Гуртвайл.

## Графове в Албгау
- Удалрих I († пр. 824), граф в Аламания, 780/781 г. граф в Албгау и Брайзгау, 787 – 791 г. граф в Хегау, 787 граф в Тургау, 805/817 г. граф на северния бряг на Бодензе, 778/817 г. граф в Елзас, родоначалник на фамилията Удалрихинги. Сестра му Хилдегард е омъжена за Карл Велики[5][6]
- Одалрик († 859) (вер. син на Хумфрид I от Готия), граф на Барселона, 852 – 857/858, граф в Аргенгау и 858 в Линцгау
- Ерхангер (Ерханмар)[7]), 816, 821 граф в Брайзгау – 817, 819, 820, 828 и граф в Ортенау – 826 и в Елзас 819)[8]
- Конрад I († 862), 839 граф в Албгау, 844 граф в Линцгау, 849 граф на Парж (Велфи)
- Гозберт 844 – 853[9]
- Велф II († пр. 876)), 842/850 граф в Линцгау, 852 – 858 граф в Албгау (вероятно син или брат на Конрад I)[10]
- Албарих, 855
- Адалберт II Светлейши († 900/906) (син на Хунфрид II), 854 – 894 граф в Албгау Тургау, Хегау (Бурхардинги), 863, 873, 875

- Карл Дебели (* 13 юни 832, † 13 януари 888), 874,[11] от 876 крал на Източнофранкското кралство (Каролинги)
- Енгилгер, 876
- Рекчо, 885
- Аделберт, 889 граф в Тургау, Албгау и Бертхолдсбар[12]
- Хадалох II († сл. 31 юли 896)), 891 – 894 също граф в Аугстгау, 891 граф в Ааргау 890 граф в Албгау[13] (Ахалолфинги)
- Лиуто, 940 граф в Албгау, от рода на Неленбургите[14] 929 граф в Цюрихгау и Албгау.[15]
- Куно фон Райнфелден? (вероятно баща на по-късния гегенкрал Рудолф фон Райнфелден), граф в Албгау.[16]
- Радебот, 1023 (фон Алтенбург) (син на графа на Клетгау Ланцелин), вер. граф и на Албгау ∞ Ита, сестра на Албгау-графа Куно фон Райнфелден
- Герхард (Геро или Гебхард), 1071, граф на Пфулендорф, граф на Клетгау (1067) (син на граф Улрих VIII фон Брегенц), вер. идентичен с епископ Герхард фон Констанц от род Церинги.[17]
- Ото фон Дийсен?, 1106[18] фон Дийсен?
- Бертхолд фон Гмюнд/фон Дийсен, 1112 (Церинги)
- Рудолф фон Ленцбург, 1150[19] ландграф фон Щюлинген
- (Еберхард фон Лупфен, 1296) – има титлата „Ландграф фом Албегау“